# (412) Elisabetha
(412) Elisabetha est un astéroïde de la ceinture principale découvert par Max Wolf le 7 janvier 1896.